# سردشت عثمان
سردشت عثمان (بالكردية: سەردەشت عوسمان، Serdeşt Osman) كان صحفيًا كرديًا عراقيًا وطالبًا من أربيل، تم اختطافه في 4 مايو 2010 أمام مبنى كلية الآداب حيث كان يدرس اللغة الإنجليزية. في 6 مايو 2010، تم العثور على جثته في مدينة الموصل المجاورة. كان معروفًا في إقليم كردستان العراق من خلال مقالاته التي انتقدت إقليم كردستان ومسعود بارزاني. تم نشر بعض مقالاته تحت اسم مستعار على عدة مواقع كردية.

## العمل

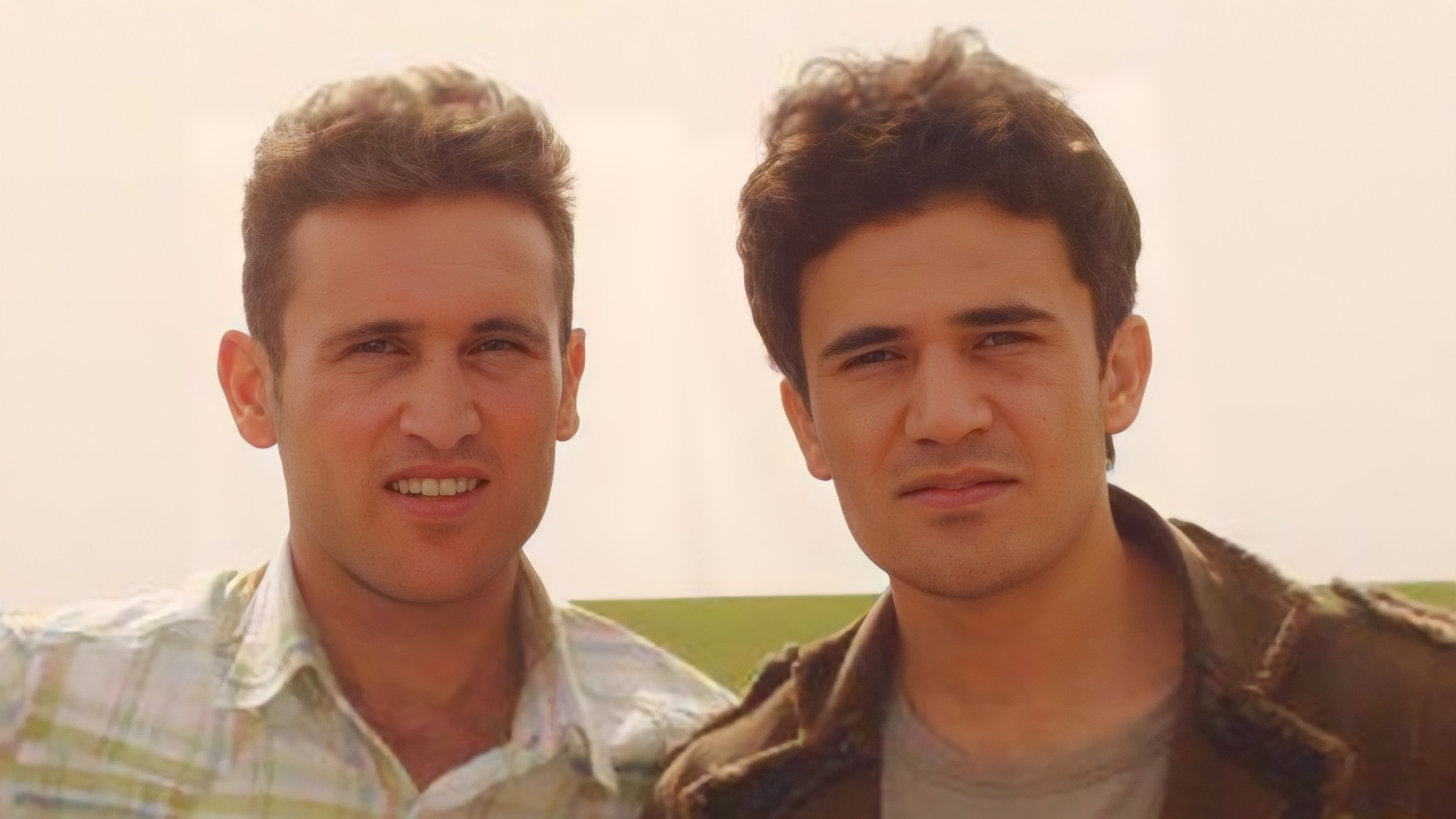
سردشت عثمان وباشدار عثمان في سهل أربيل - ربيع 2008

كان عمل سردشت عثمان معروفًا بشكل رئيسي بانتقاداته اللاذعة لحكومة إقليم كردستان، والحزب الديمقراطي الكردستاني (KDP)، أحد الحزبين الرئيسيين الحاكمين في الإقليم، وعائلة بارزاني التي تسيطر على الحزب. من أبرز الشخصيات في الحزب كان مسعود بارزاني، رئيس إقليم كردستان وزعيم الحزب، ونيجيرفان بارزاني، نائب رئيس الحزب ورئيس وزراء الإقليم السابق، ومسرور بارزاني، رئيس جهاز الأمن “باراستين”. نيجيرفان هو ابن شقيق مسعود بارزاني، بينما مسرور هو ابنه. كتب عثمان مقالات لعدد من المواقع الإخبارية المستقلة، وقد تم ترجمة بعض من هذه المقالات إلى اللغة الإنجليزية. بدأ عثمان الكتابة الصحفية في عام 2004، ومن خلال فترة قصيرة أصبح شخصية معروفة بين الليبراليين والمفكرين النقديين.

## الاختطاف والاغتيال
تلقى عثمان تهديدات بالقتل عبر البريد الإلكتروني والهاتف تقريبًا فور كتابته مقالًا عن مسعود بارزاني. كانت التهديدات موجهة إلى عثمان وعائلته.
تم اختطاف عثمان في 3 مايو. وفقًا لشهادات الشهود والشرطة، توقفت حافلة صغيرة بيضاء من نوع هيونداي، تحمل لوحة أرقام مخفية، أمام الكلية في اللحظة التي خرج فيها عثمان. ثم قام الرجال بدفعه إلى داخل الحافلة وانطلقوا بها. بعد يومين، تم العثور على جثته مكبلة اليدين خارج مدينة الموصل في العراق، وكان بها رصاصتان في رأسه.

### ردود الفعل
- حكومة إقليم كردستان (KRG) ورئاسة إقليم كردستان (KRP): أدانت حكومة إقليم كردستان ورئاسة الإقليم اختطاف وقتل سردشت عثمان، معتبرةً أن ذلك "جريمة تهدف إلى تقويض أمن المنطقة وتهديد حياة وحرية المواطنين".[7]
- الحزب الديمقراطي الكردستاني: طالب الحزب الديمقراطي الكردستاني الأجهزة الأمنية والجهات المختصة بالتحقيق في "الأحداث الأخيرة".[8]
- جلال طالباني: في بيان، أدان جلال طالباني اختطاف وقتل سردشت عثمان. وعبر عن تعازيه لعائلة عثمان وأصدقائه وزملائه.[9]
- برهم صالح: قال برهم صالح إنه "مصدوم" من جريمة قتل عثمان.[10]
- مسعود بارزاني: دعا مسعود بارزاني قوات الأمن إلى التحقيق في القضية وطالب بتشكيل لجنة مستقلة لمتابعة التحقيق.[5]
- رئيس إقليم كردستان: أصدرت رئاسة إقليم كردستان بيانًا يدين جريمة قتل عثمان ويطالب بالتحقيق في الحادث.[11] في بيانها، أكدت رئاسة إقليم كردستان "نؤكد شكرنا للصحافة الحرة التي لعبت دورًا في تعزيز قضية الحرية في إقليم كردستان والعراق. ونحن ماضون في جهودنا لضمان تمتع جميع مواطني إقليم كردستان بالحقوق الإنسانية التي يتمتع بها المواطنون الديمقراطيون في جميع أنحاء العالم."
- صحفيون مخضرمون: رسالة مفتوحة إلى حكومة إقليم كردستان من صحفيين غطوا إقليم كردستان العراقي لسنوات عديدة. في "لجنة حماية الصحفيين":[12]

### العواقب
جاءت وفاة عثمان كصدمة لمعظم الناس في إقليم كردستان العراق. حيث أدانت العديد من المنظمات الإعلامية المستقلة القتل ودعت إلى إجراء تحقيق مستقل. تم تنظيم مسيرات وتظاهرات حاشدة داخل وخارج إقليم كردستان العراق، مطالبةً بالقبض على المسؤولين عن الحادث. ومع ذلك، وبعد مرور 14 عامًا، لم يتم القبض على القاتل أو تحديد هويته، مما يزيد من المسؤولية الملقاة على عاتق الحزب الحاكم في كردستان (الحزب الديمقراطي الكردستاني).